# HIMARS
HIMARS of voluit het High Mobility Artillery Rocket System is een Amerikaans mobiel meervoudig raketartilleriesysteem. Het is een aanvalswapen tegen artillerie- en luchtafweerposities en bevoorradings- en lichte pantservoertuigen. Na een aanval kan de HIMARS snel verdertrekken voor het gelokaliseerd kan worden voor een tegenaanval, vandaar ook de naam.
Het systeem werd eind jaren negentig ontwikkeld als lichtere, meer mobiele variant van MLRS voor het Amerikaanse leger en marinierskorps. Waar MLRS uit twee capsules met raketten gemonteerd op een gepantserd rupsvoertuig bestaat, heeft HIMARS slechts één dezelfde capsule op een standaard 6x6-legervrachtwagen met gepantserde cabine van het type FMTV. Oorspronkelijk werd dit chassis aangeleverd door de Amerikaanse dochter van BAE Systems, maar sinds 2017 wordt ook dit onderdeel door producent Lockheed Martin zelf gemaakt. Het weegt maar half zo veel als het MLRS-rupsvoertuig en kan daardoor vervoerd worden met een C-130-transportvliegtuig.
Het Amerikaanse leger duidt HIMARS aan als M142.

## Lanceerder en raketten

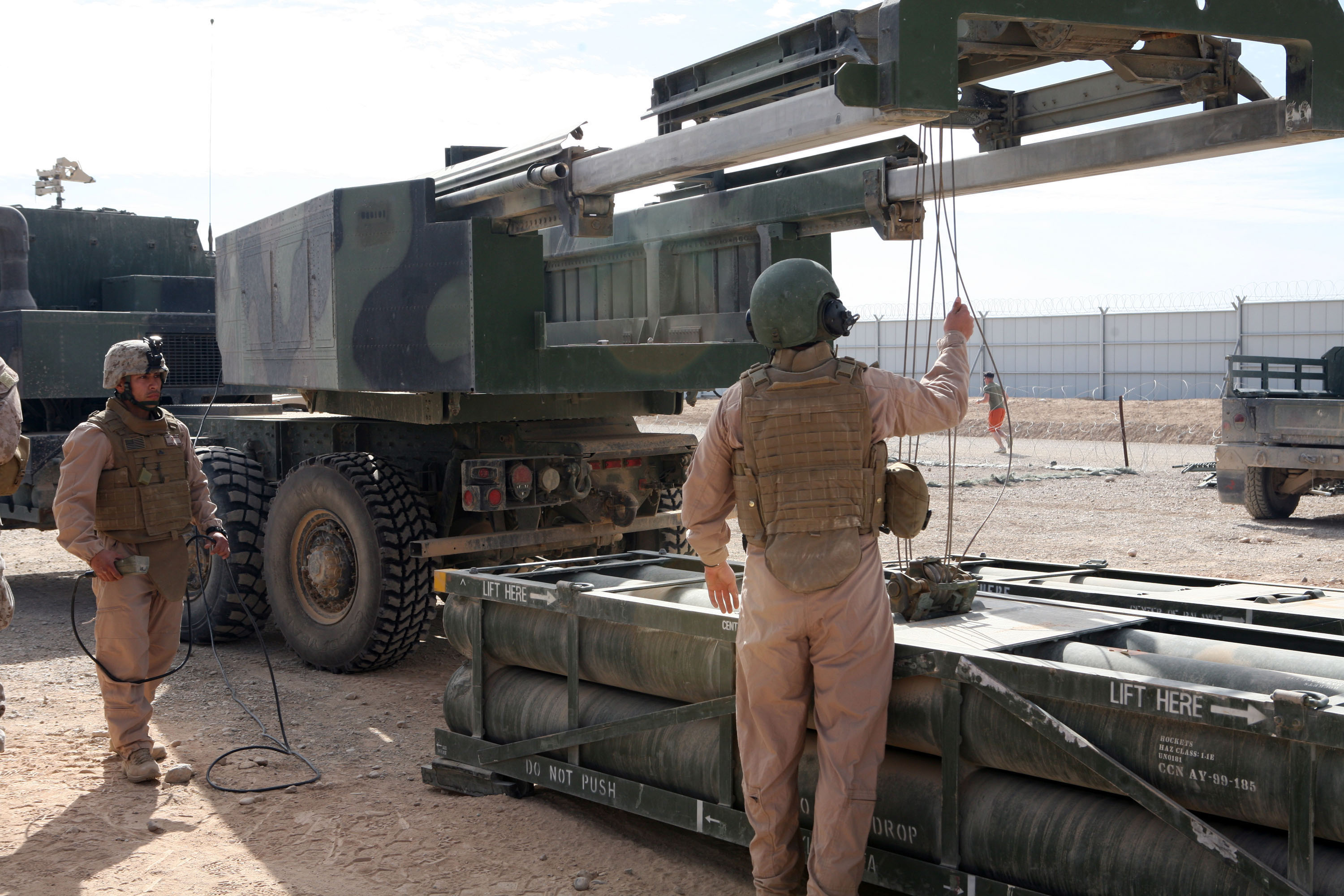
Herladen met de ingebouwde kraan.

De standaard HIMARS gebruikt dezelfde capsule met zes lanceerbuizen en 22,7 cm-raket als MLRS. De ruim 300 kilogram wegende MLRS-raket is ongeleid en bedoeld om een gebied te treffen met submunitie eerder dan een specifiek doelwit. De lanceerinrichting is uitgerust met een kraan waarmee één persoon in een vijftal minuten een nieuwe capsule kan laden. Het systeem wordt beheerd met Lockheed Martin's computergestuurd Universeel Vuurcontrolesysteem (UFCS). Dit systeem is uitgerust met GPS en richt zelf de lanceerder op een ontvangen doelpositie.
De M-26 MLRS-raket heeft een bereik tot 32 kilometer. Daar is de goedkopere M-28 oefenraket van afgeleid die maar 9 kilometer ver gaat, alsook de ER-MLRS die 45 kilometer haalt maar dan met minder submunitie.
De M-30 GMLRS is een raket met een bereik van 15 tot 92 kilometer die 404 stuks DPICM M101 submunitie aanboord heeft. Deze wordt sinds juni 2024 door Oekraïne gebruikt. De M30A1 heeft een fragmentatie-springkop met 184.000 fragmentdeeltjes aan boord. Voordeel van deze variant is dat deze geen onontplofte submunitie achterlaat. De M30A2 is een verbeterde versie van de M30A1
De M-31 GMLRS geleide raket heeft een bereik tot zeker 84 kilometer (In de praktijk nog iets meer, maar dat gaat ten koste van de precisie). Dit is het type raket dat sinds mei 2022 door Oekraïense strijdkrachten veel is gebruikt. Deze raket heeft een unitaire springkop van 91 kg. De M31A1 variant is verbeterd met een systeem waardoor deze net boven de grond kan ontploffen maar ook juist door een korte tijdsvertraging pas nadat deze zich door het dak van een gebouw heeft geboord waardoor deze in het gebouw ontploft. De M31A2 is een verder verbeterde variant. 
In samenwerking met Diehl, MBDA en FiatAvio werd een nieuwe geleide raket met een groter bereik ontwikkeld. De GMLRS is uitgerust met traagheidsnavigatie, GPS en kleine stuurvlakken. In mei 2005 werden de eerste exemplaren afgeleverd en in september werden ze al ingezet in Irak. Later werd een variant ontwikkeld met een fragmentatiespringkop in plaats van submunitie. De wolframen fragmenten bestrijken een veel groter gebied dan submunitie en deze variant werd na 2015 de nieuwe standaard. Er werd ook een ER-GMLRS ontwikkeld met een bereik tot 150 kilometer. Deze variant werd in maart 2021 voor het eerst getest.
HIMARS kan ook de in 1991 geïntroduceerde MGM-140 ATACMS of voluit Army Tactical Missile System lanceren. Deze 61 cm-raket weegt 1,67 ton en heeft afhankelijk van de versie een maximum bereik van 165 of 300 kilometer. Ook van deze raket werden later versies met een groter bereik en GPS-geleiding ontwikkeld. HIMARS kan slechts één ATACMS-raket tegelijk laden. Er zijn varianten met 300 of 900 cluster submunitie en varianten met 247 kg springkoppen. 
De ontwikkeling van ATACMS werd in 2007 beëindigd vanwege de kosten. Samen met Boeing en Raytheon werd de ontwikkeling van een nieuwe raket gestart. De Precision Strike Missile of PrSM heeft een bereik van 499 kilometer en is wat smaller, zodat er twee in een capsule passen. De eerste productiemodellen van de PrSM werden eind 2023 geleverd. Nadat de Verenigde Staten zich terugtrokken uit het INF-verdrag, werd een nog groter bereik van 1000 km vooropgesteld.
Naast ballistische raketten kan een HIMARS ook GLSDB’s (Ground Launched Small Diameter Bomb) lanceren. Dit zijn hybriden tussen een raket en een zweefbom die zijn opgebouwd uit een M26-raketmotor en een GBU-39-zweefbom die normaliter vanonder een vliegtuig worden losgelaten. Na als raket uit een MLRS lanceerbuis te zijn gelanceerd klappen vleugels uit en is deze in staat met zijn springkop naar doelen tot op 180 km van de lanceerplaats te vliegen. Doelen kunnen daarbij ook van achteren benaderd worden. De GLSDB bleek in Oekraïne wel gevoeliger voor jamming.

## Gebruikers
In juni 2005 werden de eerste systemen in gebruik genomen bij het Amerikaanse leger. In juli 2007 werd het voor het eerst ingezet, door het marinierskorps in Irak. De Verenigde Staten wilden in totaal 900 HIMARS aanschaffen. De Verenigde Arabische Emiraten waren de eerste exportklant. Zij bestelden in september 2006 twintig stuks. Sindsdien hebben ook Roemenië, Singapore, Qatar en Jordanië het systeem aangekocht.
Eind juni 2022 leverden de Verenigde Staten de eerste twaalf HIMARS aan Oekraïne in het kader van de westerse steun na de Russische invasie van dat land. Oekraïne kreeg er in eerste instantie M31 raketten met een maximaal bereik van 90 km bij, om te vermijden dat ze tegen doelwitten op Russisch grondgebied zouden worden ingezet. Later kreeg Oekraïne ook M26-AT2, ATACMS-Block 1 (eerste bekende gebruik 17 oktober 2023) en GLSDB.
Estland heeft in december 2022 voor 200 miljoen dollar HIMARS gekocht.

## Trivia
- Toen HIMARS in vanaf mei 2022 veelvuldig werden gebruikt in Oekraïne ontstond op sociale media de term en meme HIMARS o’clock verwijzend naar het dagelijkse moment in de avond waarop HIMARS vaak hun aanvallen uitvoerde.